# Bukači
Bukači je skupina tří rodů volavkovitých ptáků. Obsahuje 14 žijících druhů, dva z nich (bukač velký a bukáček malý) žijí i v Česku. Na bázi stojí rod Zebrilus s jediným druhem, bukáčkem vlnkovaným. Slovem bukač se v češtině označují i zástupci jiných skupin volavkovitých.